# Lauritz Wilhjelm
Lauritz Gerhard Fasting Wilhjelm (født 3. august 1866 på Bartoftegård, Vestenskov Sogn, død 7. september 1943 på Øllingesøgård, Græshave Sogn) var en dansk godsejer, bror til Johannes Wilhjelm.
Han var søn af proprietær Mathias Henrik Seehusen Wilhjelm (1828-1878, en søn af Mathias Hamborg Wilhjelm), og Sophie Louise Benedicte Kirstine Fasting (1835-1908). I 1893 overtog han Øllingsø fra moderen og blev senere hofjægermester.
Lauritz Wilhjelm var stærkt involveret i lokalpolitik, og var sognerådsformand i Gloslunde-Græshave Kommune (der omfattede Gloslunde Sogn og Græshave Sogn) fra 1898 til 1925 og varetog derudover en lang række tillidsposter. 

## Ægteskaber
1. Han ægtede første gang 10. januar 1894 i Frederiksberg Kirke Ingeborg Muus (25. september 1873 på Sørup - 7. juni 1908 på Sankt Lukas Stiftelsen i Hellerup), datter af ritmester og godsejer William Henry Duntzfeldt Muus og Dorthea Jacobine Sophie Sønderup.
2. Anden gang ægtede han 10. november 1917 i København Margaret Zachariae (8. november 1879 i Nyboder - 13. november 1966 på Øllingsø), datter af viceadmiral Georg Hugh Robert Zachariae og Sophie Agnethe Albech.

Han er begravet på Græshave Kirkegård.